# Baldur von Schirach
Baldur Benedikt von Schirach (Berlino, 9 marzo 1907 – Kröv-an-der-Mosel, 8 agosto 1974) è stato un politico e militare tedesco.
Fu uno dei leader nazisti a capo della Hitler-Jugend (Gioventù hitleriana) e, successivamente, Gauleiter e Reichsstatthalter (Luogotenente del Reich) di Vienna. Le sue attività lo portarono ad essere accusato ed incriminato di crimini contro l'umanità al processo di Norimberga. Lo scrittore tedesco Ferdinand von Schirach è suo nipote in linea diretta. 
È rimasta iconica la frase da lui pronunciata in un suo discorso: "Quando sento la parola cultura metto mano alla pistola", spesso attribuita erroneamente a Goebbels o Goering. Questa frase fu mutuata da una battuta di un personaggio del dramma Schlageter (prima scena del primo atto) di Hanns Johst, che era leggermente diversa: "Quando sento la parola cultura … tolgo la sicura alla mia Browning" ("Wenn ich Kultur höre … entsichere ich meinen Browning").

## Biografia
Baldur von Schirach nacque a Berlino nel 1907 da padre tedesco direttore di teatro e da madre americana. Sua madre voleva fare di Baldur un musicista, ma a impedire la realizzazione di questo disegno intervenne l'insorgere del movimento nazista nella Germania del primo dopoguerra. Nel 1924 il padre decise di aderire al partito e il giovane Baldur fece lo stesso.
Rapidamente acquistò i favori di Adolf Hitler, che vide in lui l'uomo giusto per la formazione ideologica della nuova gioventù tedesca, e trasferitosi a Monaco per motivi di studio, divenne capo del Nationalsozialistischer Deutscher Studentenbund (NSDStB, Unione degli studenti nazionalsocialisti). Il 30 ottobre 1931 fu nominato da Hitler Reichsjugendführer (capo della gioventù) dello NSDAP. Nel 1933, dopo essere stato promosso al grado di Gruppenführer delle SA, assunse il comando come Reichsleiter della Hitler-Jugend, l'organizzazione che fin dall'infanzia inculcava nei giovani tedeschi l'ideale hitleriano dell'ariano.
Nel 1932 sposò Henriette Hoffman (figlia del fotografo ufficiale di Hitler - Heinrich Hoffmann - e che si sarebbe confrontata col Führer in persona sulla deportazione degli ebrei), con la quale ebbe tre figli e una figlia e dalla quale avrebbe divorziato nel 1950, durante la detenzione in carcere. Nel 1934 organizzò lo svolgimento di 287 corsi, nei quali furono impartiti addestramenti relativi alle funzioni di comando a cui parteciparono 12 727 giovani dirigenti della Hitlerjugend e 24 660 Führer del Deutsches Jungvolk. Proclamò il 1936 "anno del giovane popolo tedesco" e dispose che un'intera annata di decenni dovesse entrare nelle file della Hitlerjugend. Nello stesso anno venne anche nominato Segretario di Stato.
Nel 1940, a seguito dello scoppio del secondo conflitto mondiale, Schirach organizzò l'evacuazione di cinque milioni di bambini dalle principali città tedesche che rischiavano il bombardamento. Nello stesso anno entrò volontariamente nella Wehrmacht e prestò servizio nella campagna di Francia, ottenendo la promozione a tenente e la Croce di Ferro di seconda classe. Dopo essere stato richiamato dal fronte, il 2 agosto 1940 Schirach cedette il comando della Hitler-Jugend ad Artur Axmann e venne nominato da Hitler Gauleiter del Reichsgau di Vienna, carica che ricoprì fino al termine del conflitto. Questa carica lo vide coinvolto nel trasferimento di circa 185.000 ebrei verso l'Europa orientale nel tragico contesto dell'Olocausto.
Nonostante le critiche da lui rivolte contro il trattamento troppo duro riservato agli ebrei in viaggio verso Est, le proteste riguardo alla Notte dei cristalli (dove proibì l'intervento diretto alla Hitler-Jugend) e contro il duro trattamento inflitto alle popolazioni slave, egli non rassegnò mai le dimissioni; tali proteste, però, screditarono il suo operato presso Hitler fin dal 1943. Nella città austriaca si occupò anche dei piani di espansione urbanistica della Grande Vienna (Gross Wien).

### Il processo di Norimberga
Dopo la resa della Germania nel maggio 1945 Schirach venne imputato al processo di Norimberga. Durante il processo fu uno dei tre uomini che denunciarono Hitler (gli altri furono Albert Speer e Hans Frank). Egli affermò di non conoscere nulla riguardo ai campi di sterminio e presentò alcune prove a discarico che mostravano come egli si fosse opposto, presentando un memorandum a Martin Bormann, all'inumano trattamento degli ebrei. Il 1º ottobre 1946 Schirach venne riconosciuto colpevole di "crimini contro l'umanità" e condannato a vent'anni di carcere da scontare presso il carcere di Spandau. Mentre era in prigione, sua moglie Henriette ottenne la separazione, il 20 luglio 1949. Schirach venne rilasciato il 30 settembre 1966 e si ritirò senza clamore nel sud della Germania, dove pubblicò nel 1967 le proprie memorie dal titolo Ich glaubte an Hitler (Ho creduto in Hitler). L'8 agosto 1974 morì e fu sepolto nel cimitero di Kröv-an-der-Mosel.